# Статут Великого княжества Литовского 1529 года
Статут Великого княжества Литовского 1529 года ─ первая редакция свода законов Великого княжества Литовского, составлявшего правовую основу государства. Памятник белорусской, русской письменности и юридической мысли.

## История создания
Начал создаваться по приказу великого князя Сигизмунда I, оглашённому им на Гродненском сейме 1522 года.
Работа над Статутом продолжалась более семи лет. Главные источники ─ местное обычное право, привилеи, постановления судебных и государственных учреждений, некоторые нормы Русской правды и зарубежного права, приспособленные для местных нужд. Введён в действие с 29 сентября 1529 года.

## Содержание Статута
Состоял из 13 разделов, поделённых на статьи. Не печатался, списки его на протяжении первой половины XVI века дополнялись новыми статьями, количество статей колебалось от 230 до 278. Первые три раздела посвящены государственному праву, IV—VIII, X, XI разделы гражданскому, IX, XI—XIII разделы уголовному праву, порядку и процессу.
Юридически закреплял основы общественного и государственного строя, порядок образования, состав и полномочия государственных и судебных учреждений, привилегированное положение шляхты и ограничение прав крестьян. Способствовал централизации государства, укреплению законности и определенному ограничению феодального произвола.

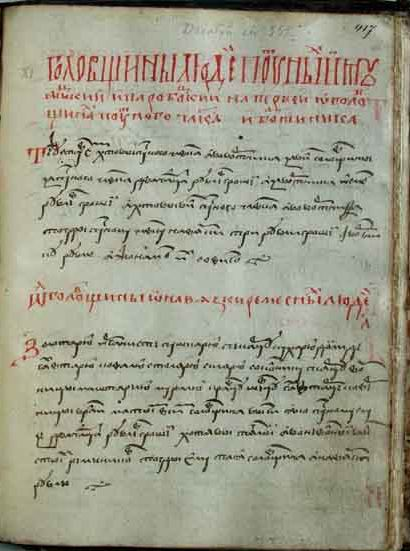
Лист первой редакции Статута. 1522 год.
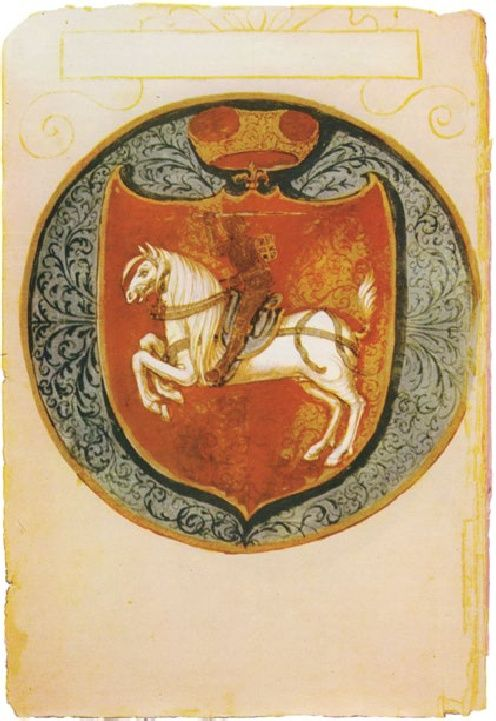
Герб княжества на первой странице статута в переводе на латынь. 1531 г.
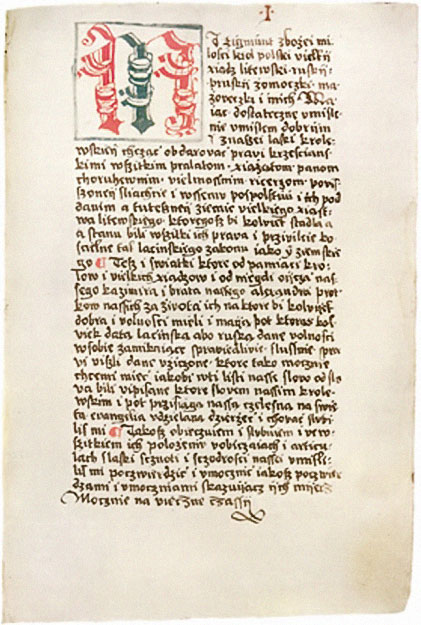
Польский перевод. 1532 год.

## Издания Статута
Написан на старобелорусском (западнорусском) языке, известны переводы на латинский (1530) и польский (1532) языки. Был напечатан И. Даниловичем в 1841 году латинкой в Познани и в 1854 году кириллицей в Москве.